# Elusa furuncoloides
Elusa furuncoloides är en fjärilsart som beskrevs av Arnold Pagenstecher 1900. Elusa furuncoloides ingår i släktet Elusa och familjen nattflyn. Inga underarter finns listade i Catalogue of Life.